# Onderscheidingsvlag Gouverneur van Suriname
De onderscheidingsvlag van de gouverneur van Suriname werd per 5 april 1966 bij koninklijk besluit (KB) vastgesteld als onderscheidingsvlag van de gouverneur van Suriname. De vlag kwam met de onafhankelijkheid van Suriname in 1975 te vervallen.

## Beschrijving
De vlag wordt als volgt beschreven:
Een rechthoekige vlag, waarvan de lengte zich verhoudt tot de hoogte als 3:2, met aan de boven- en onderzijde een rode, een witte en een blauwe baan in de kleuren van de Nederlandse vlag, elk met een breedte, gelijk aan een twaalfde van die der vlag. De bovenste en onderste drie banen zijn van elkaar gescheiden door een witte baan, waarop in het midden is aangebracht de ellips met de vijf sterren uit de vlag van Suriname, waarbij de lange as van de ellips gelijk is aan de halve hoogte van de vlag.

In hetzelfde KB is ook de onderscheidingsvlag van de gouverneur van de Nederlandse Antillen ingesteld.
De vlag verving de eerdere vlag die was gebaseerd op historische onderscheidingsvlaggen voor militaire bevelvoerders. Een witte vlag, al dan niet voorzien van een embleem, met aan de boven- en onderzijde een rood-wit-blauwe baan werd volgens de Hoge Raad van Adel al in de zeventiende eeuw gebruikt voor niet-militaire hoogwaardigheidsbekleders en een dergelijke vlag was sinds 1931 in gebruik voor de ministers van Marine, Oorlog en Defensie. De vlaggen voor de overige ministers hebben, evenals alle latere Nederlandse gouverneursvlaggen, dezelfde basis gekregen.

## Voorgaande vlaggen
De voorgaande vlag was vastgesteld bij KB van 14 september 1954, nr. 20 en kon als volgt worden beschreven:
Drie banen van gelijke hoogte van rood, wit en blauw, met op de rode baan aan de mastzijde drie witte bollen, geplaatst een en twee.
Deze vlag was reeds in 1919 vastgesteld als vlag voor alle gouverneurs van overzeese gebiedsdelen. Hij was afgeleid van de onderscheidingsvlag van een militair met de rang van viceadmiraal.
Een eerdere vlag was voor de gouverneur van Suriname reeds in de negentiende eeuw in gebruik en werd vanaf 1904 door alle gouverneurs van overzeese gebiedsdelen binnen het Koninkrijk der Nederlanden gevoerd. Deze vlag had twee in plaats van drie bollen (afgeleid van een onderscheidingsvlag van een schout-bij-nacht).
De Nederlandse overheid realiseerde zich pas in 1964 dat gelijkstelling van een gouverneur met een viceadmiraal niet meer overeenkomstig de verhoudingen was na inwerkingtreding van het Koninkrijksstatuut, waarbinnen de landen gelijkwaardig werden gesteld. De functie van gouverneur was daarmee zelfs hoger geworden dan die van gouverneur-generaal uit het verleden.

## Verwante afbeeldingen

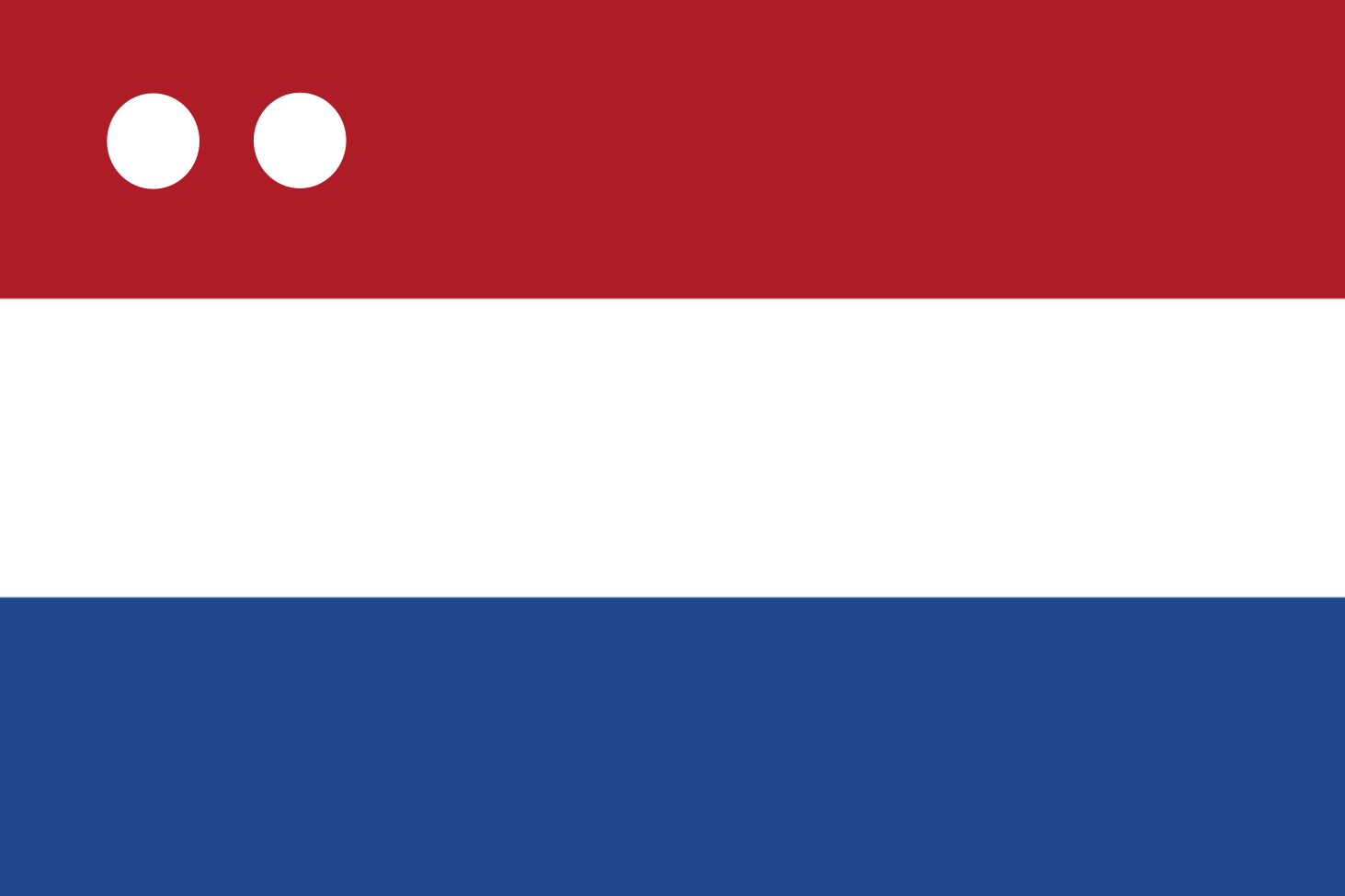
?Gouverneursvlag van een overzees rijksdeel (tot 1920)
?Gouverneursvlag van een overzees rijksdeel (1920-1966)
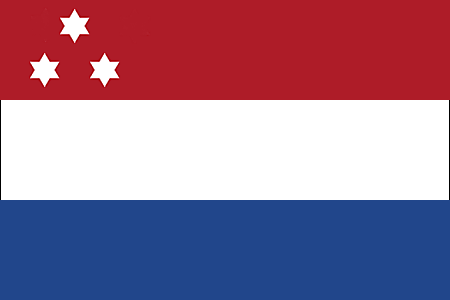
?Onderscheidingsvlag van een viceadmiraal